# Renault Trucks K
Il Renault Trucks K è un autocarro e trattore stradale prodotto da Renault Trucks a partire dal 2013 per sostituire il Renault Kerax. Esso appartiene alla categoria degli autocarri con masse totali da 18 a 41 t.

## Contesto
Il Renault Trucks K è una gamma di veicoli industriali pesanti lanciata nel 2013, progettata per affrontare le condizioni più difficili nei cantieri, nelle miniere e su terreni off-road. Questo veicolo ha segnato un punto di svolta nella storia di Renault Trucks, nascendo come erede del precedente Renault Kerax e parte integrante del nuovo corso dell’azienda dopo la piena integrazione nel gruppo Volvo.
La gamma K è pensata per missioni gravose, con una struttura meccanica estremamente robusta, un’elevata altezza da terra e una capacità di affrontare pendenze e ostacoli che la rende tra le più efficaci sul mercato nel settore cantieristico e minerario.
La nuova cabina, completamente riprogettata rispetto al passato, è più spaziosa, confortevole ed ergonomica, con materiali robusti e finiture di qualità. Tra le caratteristiche distintive, troviamo una scaletta laterale integrata nella cabina, che consente al conducente di ispezionare facilmente il carico. A livello di sicurezza, il Renault K monta paraurti in acciaio a 3 sezioni, con un gancio di traino centrale omologato per 25 tonnellate, griglie protettive sui fari in policarbonato antiurto e protezioni metalliche su tutti i componenti del telaio soggetti a urti o danni.
Il veicolo eccelle anche per le sue prestazioni off-road, con un angolo d’attacco fino a 32°, uno dei migliori del mercato, e un’altezza libera da terra fino a 515 mm, che permette di affrontare senza problemi ostacoli naturali e artificiali.
Sul piano motoristico, Renault Trucks ha evoluto i suoi motori Euro 5 introducendo le nuove unità DTI 11 e DTI 13, conformi agli standard Euro VI. Sono stati riprogettati in oltre il 50% dei componenti, compresi i cilindri e il sistema SCR per la riduzione selettiva dei NOx, ora più efficiente grazie anche all’uso di materiali catalitici avanzati e all’integrazione con il filtro antiparticolato.
Nel 2021, Renault Trucks ha presentato una versione aggiornata del K con nuova calandra frontale e finiture rinnovate, migliorando ulteriormente aerodinamica, comfort e sicurezza.

## Motorizzazioni
La gamma K presenta le seguenti motorizzazioni:
| Motore                            | Cilindrata (l) | Potenza (kW-CV) | Coppia (Nm) |
| --------------------------------- | -------------- | --------------- | ----------- |
| Diesel (DTI, 6 Cilindri in Linea) |                |                 |             |
| 11 L DTI 11                       | 10,8           | 279 kW (380 CV) | 1800 Nm     |
| 11 L DTI 11                       | 10,8           | 316 kW (430 CV) | 2050 Nm     |
| 11 L DTI 11                       | 10,8           | 338 kW (460 CV) | 2200 Nm     |
| 13 L DTI 13                       | 12,8           | 324 kW (440 CV) | 2200 Nm     |
| 13 L DTI 13                       | 12,8           | 353 kW (480 CV) | 2400 Nm     |
| 13 L DTI 13                       | 12,8           | 382 kW (520 CV) | 2550 Nm     |